# Сиамская революция 1932 года

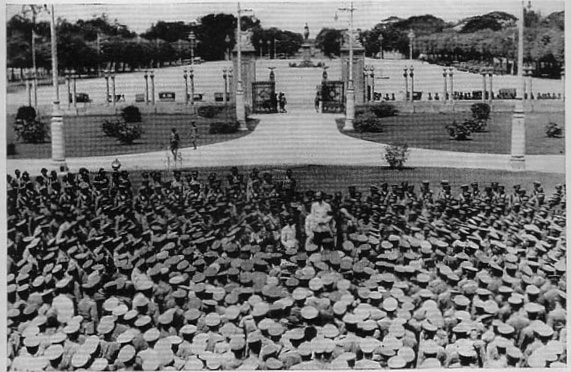
Ожидающие приказа солдаты во время переворота

Сиамская революция 1932 года (также Государственный переворот в Сиаме 1932 года, тайск. การปฏิวัติสยาม พ.ศ. 2475) — ключевое событие истории Таиланда XX века. Революция привела к бескровной смене государственного строя: с абсолютной монархии на конституционную. Революция была проведена группой гражданских и военных лиц, сформировавших затем первую в Таиланде политическую партию. Сиамская революция была продуктом социальных изменений как в Сиаме, так и в окружающем мире. После революции в Сиаме была принята первая за историю государства конституция.

## Предыстория

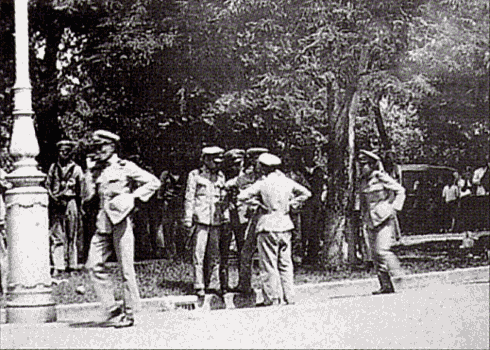
Ожидающие приказа солдаты во время переворота

С 1782 года Сиамом (старое название Таиланда) правила династия Чакри. К 1932 году Сиам, наряду с Китайской Республикой и Японией, оставался одним из трёх независимых государств восточной Азии. 
Страна пережила расцвет в правление короля Чулалонгкорна (Рамы V, с 1868 по 1910 год). В это время Сиам перешёл от средневекового устройства к современному государству. Король реформировал страну, открыв её для европейского влияния и развивая европейские право, политику, философию и образование. Не только его дети, но и многие молодые сиамцы получили образование за границей, многие за счёт государственных стипендий. Его наследник Вачиравудх (Рама VI) сам был выпускником Оксфорда. Он продолжил реформы отца, в частности, к управлению страной были допущены способные и получившие образование выходцы из народа. При нём были основаны первая государственная школа западного образца, Колледж Вачиравудх, и первый университет, Университет Чулалонгкорн. Реформы встречали сопротивление, в основном со стороны знати, понимавшей, что они теряют власть. 
В 1912 году была произведена попытка дворцового переворота с целью свержения короля. В 1925 году Вачивурадх умер, ему наследовал младший брат Прачадипок (Рама VII).
Прачадипок также получил образование в Англии, где закончил военную академию. Когда он вступил на престол, страна фактически находилась в состоянии банкротства. После коронации он созвал Верховный государственный совет, высший государственный орган, в попытке решить проблемы страны. Совет, состоящий из знати, заменил всех выходцев из простого народа в государственных органах власти, но одновременно урезал расходы королевского двора и провёл некоторые экономические реформы. Это привело к финансовому оздоровлению Сиама. Сам Прачадипок много путешествовал по стране, укрепив свою популярность в народе. Ситуация, однако, снова существенно ухудшилась в 1930 году с началом Великой депрессии. Король предложил уменьшить налоги, которые платили беднейшие слои населения, но Совет отказал, так как его члены боялись уменьшения собственных доходов. Вместо этого, Совет сократил социальные расходы и расходы на оборону, вызвав недовольство военных. Король в ответ попытался написать и ввести конституцию, несмотря на предупреждения, что народ ещё не готов к конституционной форме правления. Конституция также была отвергнута Советом. В конце апреля 1932 года король выехал из Бангкока на летний отдых в Хуахин.

## Движущие силы революции
Революция была организована партией Кхана Ратсадон («Народная партия», тайск. คณะราษฎร), которая была образована в 1927 году в Париже семью студентами военных учреждений с целью реформировать страну и упразднить абсолютную монархию. Все они к концу 1920-х годов вернулись в Сиам, где политические партии были запрещены, и заняли различные посты в управлении государством. Популярность партии постепенно росла, в частности, в армии, и к концу года партия насчитывала 102 человека.

Слева направо: пхрая Сонгсурадет, пхрая Пхахон Пхаюхасена, пхрая Риттхи Акханей, пхрая Прасан Питхаяют

Один из основателей партии, Прайоон Пхорнмонтри, офицер и телохранитель короля Вачиравудха, взял на себя задачу привлечь в партию влиятельных членов, разделявших бы её задачи. Такими членами партии стали полковник пхрая Пхахон Пхаюхасена, будущий премьер-министр, пхрая Сонгсурадет, заведующий учебной частью в Военной академии, а также офицеры пхрая Риттхи Акханей и пхрая Прасан Питхаяют. Эти четверо сыграли огромную роль в увеличении популярности партии, поддержав её идеи.

## Ход событий
Партия готовила план свержения абсолютной монархии, и он стал известен полиции. Генеральный директор полиции подал рапорт министру внутренних дел принцу Парипатре Сукхумфанду с просьбой разрешить арест и тюремное заключение для всех участников заговора. Обнаружив в списке фамилии известных и уважаемых людей, министр отсрочил арест на один день, который оказался для заговорщиков решающим.
Вечером 23 июня 1932 года часть заговорщиков, служивших на флоте, поднялись на канонерской лодке из дока вверх по реке Чаупхрайе к дворцу принца Парипатры. Около 500 моряков были готовы захватить резиденцию правительства, тронный зал Ананда Самакхом. Прайоон Пхорнмонтри командовал группой молодых офицеров, захвативших почтовые и телеграфные отделения вокруг Бангкока. Одним из участников группы был Кхуанг Апайвонг, будущий премьер-министр.
Около четырёх часов утра пхрая Пхахон Пхаюхасена с группой сторонников ожидал сигнала около тронного зала, а пхрая Сонгсурадет со сторонниками хитростью захватили весь парк бронированных машин в Бангкоке, включая несколько танков, и двинулись к тронному залу. В то же время, пхрая Риттхи Акханей установил контроль над сухопутными войсками в Бангкоке. Так как заранее были объявлены военные манёвры, некоторые военные части присоединились к заговорщикам, не зная о существовании заговора.
К шести часам утра все подконтрольные заговорщикам силы собрались у тронного зала. Пхрая Пхахон Пхаюхасена забрался на танк и зачитал манифест партии Кхана Ратсадон, объявлявший о конце абсолютной монархии и провозглашавший Сиам конституционной монархией. Таким образом, революция в Бангкоке прошла мирно и бескровно, однако её успех ключевым образом зависел от событий вне столицы. В Бангкоке были арестованы около 40 высших чиновников. Лишь министр связи смог скрыться и бежал в Хуахин чтобы предупредить короля. К восьми часам утра участники революции полностью установили контроль над Бангкоком. Вне Бангкока также не было оказано никакого сопротивления отчасти из-за того, что все коммуникации были отключены.
На следующей стадии был распространён манифест Кхана Ратсадон с резкой критикой короля. Одновременно участники революции  отправили телеграмму королю, которая напротив была написана в крайне уважительном и извиняющемся тоне. Предположительно эти различия вызваны противоречиями между различными силами внутри партии, радикальными (которые возглавлял Приди Паномионг, также будущий премьер-министр), требующими установления республики, и умеренными, целью которых было установление конституционной монархии.
Король узнал о событиях в Бангкоке ещё до получения телеграммы и успел обсудить с советниками различные варианты развития событий. Он ответил на телеграмму, что желает оставаться на троне как конституционный монарх, и что он всегда выступал за принятие конституции. После этого он на поезде вернулся в Бангкок.
Бангкок вернулся к нормальной жизни к вечеру 24 июня.

## Смена власти

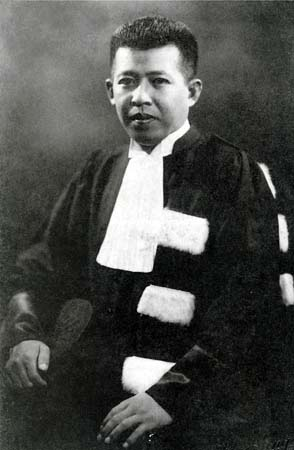
Приди Паномйонг

Вечером 24 июня руководители революции провели совещание, на котором пытались убедить высших государственных чиновников поддержать партию и продолжать работу. Министра иностранных дел попросили разослать в иностранные миссии документ, уверяющий, что новая власть сохраняет все обязательства, наложенные международными договорами, и поддержит иностранный бизнес.
Король Прачадипок вернулся в Бангкок 26 июня и дал аудиенцию руководителям революции. На аудиенции он встал, что является крайне необычайным жестом для тайской культуры, в которой король всегда должен сидеть. Приди Паномйонг извинился перед королём за манифест, и все оставшиеся экземпляры были изъяты из обращения. Король подписал указ, освобождающий всех членов партии от ответственности за государственный переворот. После этого Кхана Ратсадон освободила всех арестованных, за исключением принца Париратры, которого считали слишком сильной политической фигурой, чтобы позволить ему оставаться в стране. Принц вынужден был отправиться в изгнание на Яву и никогда больше не вернулся в Таиланд, он умер в Бандунге в 1944 году. Позже большинство других принцев добровольно покинули страну, разъехавшись по юго-восточной Азии и Европе.
27 июня 1932 года в пять часов была принята временная конституция Сиама, заранее заготовленная Приди Паномйонгом. Она начиналась предложением «Верховная власть в стране принадлежит народу». По конституции, король лишался большей части привилегий, включая право вето и право назначать наследника. Был установлен кабинет министров («Народный комитет») в качестве исполнительной власти и Национальное собрание как законодательная власть. 70 членов Национального собрания были назначены. Предполагалось, что национальное собрание будет полностью избираться только через десять лет. Первая сессия собрания была открыта 28 июня 1932 года. К концу года была подготовлена и принята постоянная конституция.

## Последствия
Революция немедленно столкнулась с тем же фактором, с каким ранее король Прачадипок: население Сиама, особенно сельское, не было готово к демократии. Фактически Кхана Ратсадон установила на месте абсолютной монархии однопартийный режим. Первым премьер-министром Сиама был назначен пхрая Манопхакон Нититхада, не принадлежавший к Кхана Ратсадон, но, по всей видимости, это назначение было чисто прагматическим.
Революция не только лишила аристократию во главе с королём множества привилегий, но и сделала их беззащитными перед лицом угрозы, которую представляла Кхана Ратсадон. Хотя на словах революционеры высказывали почтение королю, он жил в постоянном страхе расстрела в результате какого-либо обострения отношений. Через три года он отрёкся от престола и покинул Сиам. Прачадипок умер в Англии в 1941 году.
В результате революции также существенно усилилась роль военных. В дальнейшем они постоянно прибегали к применению силы, когда не могли контролировать ситуацию. Всего после революции до конца XX века в Таиланде произошло 16 военных переворотов, смещавших правительство.
Тем не менее, революция 1932 года рассматривается как ключевое событие в истории Таиланда, приведшее к модернизации страны и заложившее основы для всего её последующего развития.